# Arthur Claudino dos Santos
Arthur Claudino Ferreira dos Santos (Curitiba, 17 de outubro de 1929 – 21 de julho de 2009) foi um advogado, industrial e político brasileiro.
Arthur C. F. dos Santos era filho do ex-deputado e ex-senador Arthur Ferreira dos Santos e neto do ex-prefeito de Curitiba Claudino Rogoberto Ferreira dos Santos.

## Biografia
Arthur Claudino dos Santos nasceu na capital paranaense numa quinta-feira, dia 17 de outubro de 1929. Filho de Arthur Ferreira dos Santos e d. Joanna Gerda Kopp dos Santos, fez seus estudos primários em sua cidade natal e formou-se em Ciências Jurídicas e Sociais na Pontifícia Universidade Católica do Rio de Janeiro aos 26 anos de idade.
Seu pai, em meados da década de 1950, ocupava uma vaga na Câmara Federal e presidia a U.D.N. e a partir de 1956 foi diretor do Banco do Brasil, desta maneira não foi difícil para Arthur Claudino ser oficial de Gabinete do Ministério da Justiça e secretário da presidência do B.B. entre 1955 a 1966.
No início de 1966 assumiu uma das diretorias do B.R.D.E. (Banco Regional de Desenvolvimento do Extremo Sul) e ao final deste ano transferiu-se, através de nomeação, para o Banco do Estado do Paraná (Banestado) para ocupar o cargo de diretor, ficando nesta instituição ate 1970.
Seguindo os passos no pai, disputou as eleições de 1970 para uma das vagas na Câmara Federal pela legenda Arena (Aliança Renovadora Nacional). Eleito, tomou posse em fevereiro de 1971, em mandato que se encerrou em janeiro de 1975.
Arthur Claudino também exerceu atividades executivas em associações relacionadas à sua condição de industrial. Como presidente de uma empresa curitibano especializada na impressão de papéis decorativos para a área moveleira, foi presidente da A.E.C.I.C. (Associação das Empresas da Cidade Industrial de Curitiba) entre 1991 e 1995, e teve outros cargos nesta instituição; vice-presidente da F.I.E.P. (Federação das Indústrias do Estado do Paraná) entre 1995 e 2003, chegando a assumir, interinamente, a presidência em 2002 e foi presidência do I.P.D. (Instituto Paraná do Desenvolvimento).
Pelos seus vastos serviços ao país, foi condecorado com as seguintes honrarias: Medalha Marechal Souza Aguiar; Medalha Caetano de Faria e a Medalha Marechal Hermes.
Arthur faleceu em sua cidade natal em 21 de julho de 2009, aos 79 anos.